# Gerd Mårtensson
 Gerd Gunborg Mårtensson, gift Ruths, född 7 februari 1919 i Vasa församling, Göteborg, död 6 mars 2015 i Lidingö, var en svensk skådespelare. Hon valdes till Miss China 1939, vilket innebar att hon hade egna framträdanden i Chinavarieten.

## Filmografi
- 1936 – Fröken blir piga
- 1937 – Klart till drabbning
- 1938 – Styrman Karlssons flammor
- 1938 – Bönderna kommer
- 1939 – I dag börjar livet
- 1940 – ... som en tjuv om natten
- 1940 – Beredskapspojkar
- 1940 – Lillebror och jag
- 1940 – Stora famnen
- 1941 – Soliga Solberg
- 1941 – Bara en kvinna
- 1941 – Gatans serenad
- 1941 – I natt - eller aldrig
- 1941 – Lärarinna på vift
- 1941 – Stackars Ferdinand
- 1941 – Söderpojkar
- 1941 – Nygifta
- 1942 – Det är min musik
- 1942 – Kvinnan tar befälet
- 1942 – Livet på en pinne
- 1942 – Sol över Klara
- 1942 – Ta hand om Ulla
- 1942 – Farliga vägar
- 1942 – Fallet Ingegerd Bremssen
- 1942 – Jacobs stege
- 1943 – Fångad av en röst

## Teater

### Roller
| År   | Roll | Produktion                     | Regi            | Teater                      |
| ---- | ---- | ------------------------------ | --------------- | --------------------------- |
| 1942 | Elsa | Lille Napoleon Paul Sarauw     | Max Hansen      | Vasateatern                 |
| 1943 |      | Fattiga friare Gideon Wahlberg | Gideon Wahlberg | Tantolundens friluftsteater |